# إستيل جونسون
إستيل جونسون (بالإنجليزية: Estelle Johnson) (و. 1988  م) هي لاعبة كرة قدم، من الولايات المتحدة، ولدت في فورت كولنز، كولورادو، تلعب كمُدَافِعَة.

## التعليم
تعلمت في جامعة كانساس.

## روابط خارجية
- إستيل جونسون على موقع الاتحاد الدولي (مؤرشف)  (الإنجليزية)
- إستيل جونسون على موقع قاعدة بيانات كرة القدم.إي يو (الإنجليزية)
- إستيل جونسون على موقع Soccerway.com (الإنجليزية)
- إستيل جونسون على موقع عالم كرة القدم.نت (الإنجليزية)